# Silene astartes
Silene astartes är en nejlikväxtart som beskrevs av Carl Ludwig von Blume. Silene astartes ingår i släktet glimmar, och familjen nejlikväxter. Inga underarter finns listade i Catalogue of Life.